# 623
Évszázadok: 6. század – 7. század – 8. század
Évtizedek: 570-es évek – 580-as évek – 590-es évek – 600-as évek – 610-es évek – 620-as évek – 630-as évek – 640-es évek – 650-es évek – 660-as évek – 670-es évek
Évek: 618 – 619 – 620 – 621 –  622 – 623 – 624 – 625 – 626 – 627 – 628

## Események

### Bizánci Birodalom
- Hérakleiosz császár megpróbál kiegyezni az avarokkal, hogy nagyobb erőket tudjon keleten a perzsák ellen felvonultatni. A trákiai Hérakleiában találkozót beszél meg a kagánnal, de figyelmeztetik, hogy az avarok megpróbálják elfogni, hogy váltságdíjat követelhessenek érte. Az avarok egészen Konstantinápoly kapujáig üldözik a császárt, aki megmenekül, de udvarának számos tagját és állítólag 70 ezer trákiai parasztot így is elfognak a nomádok. Hérakleiosz az avarok árulása ellenére kénytelen 200 ezer solidust fizetni és magas rangú túszokat adni az elvonulásukért cserébe.

### Európa
- II. Chlothar frank király nagykorúvá vált fiának, I. Dagobertnek adományozza Austrasiát, hogy ott tőle félig-meddig függetlenül uralkodjon. A lépésnek belpolitikai okai is vannak, a király így hálálja meg azt, hogy Arnulf metzi püspök és Landoni Pipin majordomus átállt hozzá Austrasia meghódításakor. Egyúttal Reims Austrasiától átkerül Neustriához.
- A szláv vendek fellázadnak az avar uralom ellen és a frank kereskedőt, Szamót választják királyukká, aki hamarosan hatalmas szláv birodalmat hoz létre (a krónikákban feljegyzett évszám vitatott, valószínűbb, hogy a felkelésre Konstantinápoly 626-os ostroma után került sor, amelyben az avar haderő kivérzett).

### Arábia
- A Medinába menekült Mohamed próféta rablóportyákat szervez a mekkai karavánok ellen.

## Születések
- I. Marván, omajjád kalifa

## Halálozások
- Csi-cang, a buddhizmus kelet-ázsiai madhjamaka iskolájának alapítója
- Ping-jang, Tang Kao-cu kínai császár lánya
- Sensi Lupus, püspök

## Fordítás
- Ez a szócikk részben vagy egészben  a(z)   623 című angol Wikipédia-szócikk ezen változatának fordításán alapul.  Az eredeti cikk szerkesztőit annak laptörténete sorolja fel. Ez a jelzés csupán a megfogalmazás eredetét és a szerzői jogokat jelzi, nem szolgál a cikkben szereplő információk forrásmegjelöléseként.